# Мелійська війна
Мелійська війна (дав.-гр. Μελιακός πόλεμος) — збройний конфлікт між давньогрецькими полісами, що входили до Іонійського союзу і містом Мелія, який стався приблизно у 730 рр. до н. е.. Гору взяли іонійці, які захопили й зруйнували Мелію, а її землі розподілили між собою. На місці зруйнованого міста було споруджено святилище Посейдона Геліконського, біля якого представники міст Іонійського союзу надалі збиралися на наради (так званий Паніоніон).